# كرسول كاسر حجري
كرسول كاسر حجري (الاسم العلمي:Crassula saxifraga) هو نوع نباتي يتبع جنس الكرسول من فصيلة الكرسولية.